# Petre Pârva
Petre Pârva (n. secolul al XIX-lea, Săliște, județul Hunedoara – d. 1942, Săliște, județul Hunedoara) a fost un deputat în Marea Adunare Națională de la Alba Iulia, organismul legislativ reprezentativ al „tuturor românilor din Transilvania, Banat și Țara Ungurească”, cel care a adoptat hotărârea privind Unirea Transilvaniei cu România, la 1 decembrie 1918 :p. 217.

## Biografie
A făcut școala primară din satul Săliște, comuna Băița, județul Hunedoara :p. 217.

## Activitatea politică

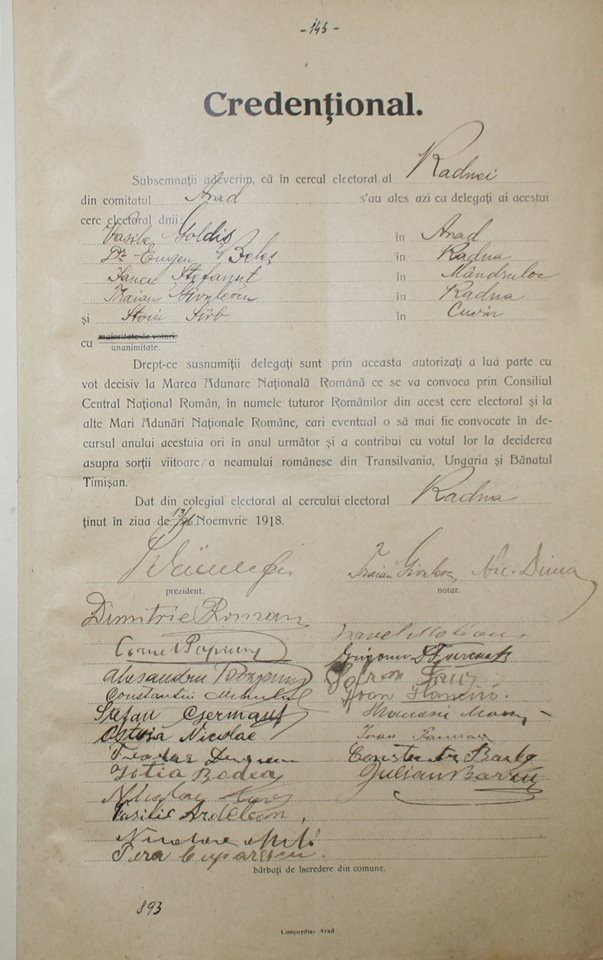
Credențional

Ca deputat în Adunarea Națională din 1 decembrie 1918 a fost delegat al Cercului electoral Baia de Criș :p. 217.